# کوتینکادووا
کوتینکادووا (انگلیسی: Kottinkaduwa) یک روستا در کشور سری‌لانکا است.